# Blue Spring (фільм)
Blue Spring (яп. 青い春, Aoi haru) — японський молодіжний драматичний фільм 2001 року, режисера Тосіакі Тойоди заснований на однойменній манзі Тайо Мацумото. Фільм описує події життя апатичних учнів занедбаної токійської середньої школи для хлопчиків. Він був випущений 10 вересня 2001 року.
Назву фільму можна розуміти як «недосвідчені роки» або підліткові роки, але її також можна розуміти як «новий початок». За словами художника манги Таййо Мацумото, назва задумана як гра з іронією.

## Сюжет
У Asashi High, занедбаній середній школі для хлопчиків, Кудзьо, Аокі, Юкіо, Йошімура та Ота — група шкільних друзів, загублених у апатії та невдоволенні. Вони усвідомлюють, що їх майбутнє пропонує обмежені можливості. Навіть більшість викладачів вже списали їх як згубну справу.
Банда Куджо є частиною шкільного нелегального товариства, яким керують через виправдовування на мужність: гру в тлески на даху. Той, хто виграє гру, стає лідером школи та керує всіма бандами в Asashi High. Жоден вчитель не може протистояти цьому шкільному суспільству.
Після раунду гри в плескання Куджо отримує роль лідера, що викликає захват його найкращого друга Аокі, який хоче, щоб Куджо домінував у школі за допомогою насильства. Однак Куджо пасивно чинить опір.
Зрештою Аокі розуміє, що його найкращий друг брав участь у грі в плескання лише для того, щоб скоротати час, і що Куджо ніколи не хотів бути лідером школи. Спустошений, він кидає виклик Куджо за лідерство та програє.
Тоді Аокі розчаровується, відчужується та вороже ставиться до Кудзьо, а товариші навколо них повільно розпадаються, приводячи їхню школу до серії дрібних жорстоких кульмінаційних моментів.

## Акторський склад
- Рюхей Мацуда — Куджо
- Хірофумі Араї в ролі Аокі
- Сосуке Такаока в ролі Юкіо
- Юсуке Ошиба в ролі Кімури
- Юта Ямазакі — Ота
- Шуго Ошінарі — Йосімура
- Кійохіко Сібукава в ролі Кі
- Онімару в ролі Сузукі
- Ейта — Обаке/Привид
- Рей Яманака — Лео
- Маме Ямада — Ханада-сенсей
- Ерена в ролі старшокласниці
- Гента Дайраку як консультант з питань кар’єри
- Кьоко Коїдзумі — жінка-кіоск
- Такаші Цукамото — першокурсник бейсбольного клубу

## Саундтрек
Оригінальний саундтрек Blue Spring піднявся на 24 місце в Oricon Albums Chart Top 30 незабаром після виходу фільму, а Drop, трек із саундтреку, піднявся на 13 місце в Oricon Singles Chart Top 30 у липні 2002 року.

## DVD
Випущений під лейблом Artsmagic у 2004 році, DVD містить додаткові матеріали, зокрема два інтерв’ю з Тойодою, біографії та фільмографії головних акторів, а також повнометражний коментар Тома Меса, який редагує Midnight Eye (онлайн-журнал про японське кіно для англомовних глядачів). 

## Рецепція
На Midnight Eye Том Мес сказав, що фільм був «чудовим, але часто упущеним з виду». 

## Зовнішні посилання
- Blue Spring на сайті IMDb (англ.)

Шаблон:Toshiaki Toyoda